# Syndrome d'Ivemark
Le Syndrome d'Ivemark a été décrit par Björn Ivemark en 1955, associant chez le fœtus :
- asplénie
- hétérotaxie
- malformations cardiaques

En 1955, Biörn Ivemark, après avoir décrit une série d’autopsies de patients aspléniques, a retrouvé une association à une hétérotaxie et à des anomalies cardiaques. Cette association asplénie, hétérotaxie et malformations cardiaques porte aujourd’hui le nom de Syndrome d’IVEMARK. Les malformations cardiaques rencontrées sont souvent uniques, et il s'agit souvent d'une transposition des gros vaisseaux ou d'un ventricule droit à double issue qui sont la conséquence d'une anomalie de rotation de la voie de sortie du cœur.